# Uncaria dosedlae
Uncaria dosedlae är en måreväxtart som beskrevs av Alexander Gilli. Uncaria dosedlae ingår i släktet Uncaria och familjen måreväxter.
Artens utbredningsområde är Papua Nya Guinea. Inga underarter finns listade i Catalogue of Life.